# Salavina
Salavina is een departement in de Argentijnse provincie Santiago del Estero. Het departement (Spaans:  departamento) heeft een oppervlakte van 3.562 km² en telt 10.664 inwoners.

## Plaatsen in departement Salavina
- Chilca Juliana
- Los Telares
- Sabagasta
- Villa Salavina